# 渭桥乡
渭桥乡，是中华人民共和国安徽省黄山市休宁县下辖的一个乡镇级行政单位。

## 行政区划
渭桥乡下辖以下地区：
渭桥村、资村、重塘村、渠口村、下坞村、倪湖村、当金村、上演村、板桥村和上前村。